# Haïdar El Ali
Haïdar El Ali, né le 27 janvier 1953 à Louga, est un écologiste et homme politique sénégalais, « l'un des cent écologistes les plus influents de la planète ». Il est membre honoraire de l'Oceanium de Dakar qu'il a présidé pendant plusieurs années.
Le 3 avril 2012, il est nommé ministre de l'Écologie et de la Protection de la nature dans le gouvernement d'Abdoul Mbaye. En septembre 2013, il est nommé ministre de la Pêche et des Affaires maritimes au sein du gouvernement d'Aminata Touré. Il démissionne de ce poste en juillet 2014.
Depuis 2019, il est directeur général de l'Agence sénégalaise de la reforestation et de la Grande muraille verte.

## Biographie
Les parents de Haïdar El Ali, alors jeunes gens ne parlant pas français, quittent le Liban sous protectorat français en bateau pour Marseille. De là, ils montent dans une correspondance croyant partir pour l'Amérique, mais ils se trompent de bateau et débarquent au Sénégal. Haïdar El Ali raconte qu'en arrivant, ils s'étonnaient que tous les Américains soient noirs. N'ayant plus les moyens de payer un autre trajet, ils se résolvent à s'installer sur place et se mêlent à la population libanaise locale,,. Haïdar El Ali naît à Louga en 1953. Jeune, il fait partie de l'équipe espoir de nage du Dakar. À 17 ans, il est apnéiste. Après son bac, il travaille d'abord comme fabricant de meubles pendant 12 ans.
En 1984, il passe son diplôme de plongeur professionnel en France, et devient directeur de l'Oceanium de Dakar, qui n'était alors qu'une école de plongée. L'Oceanium forme des militaires, des gendarmes, des agents des eaux et forêts et même les pompiers de Paris.

### Militant écologiste
Lors d'une plongée en mer, il tombe sur une pêche à l'explosif et s'horrifie du spectacle. Il filme et produit alors la scène, le début de la transformation de l'Oceanium de Dakar en association de protection de la nature.
En 2002, lors du naufrage du Joola qui fit près de 2 000 victimes, il est l'un des premiers sur les lieux de la catastrophe. Il plonge, filme et livre ses observations avec amertume,. Il est élu « homme de l'année » par la Radio-télévision sénégalaise. 
Très actif contre la surpêche, Haidar El Ali a donné à son groupe de plongeurs un objectif de dépollution de l'océan au large du Sénégal : récupérer les quelque 3 000 filets de pêches abandonnés qui continuent à emprisonner les poissons. L'équipe en a déjà enlevé 1 000.
En 2004, accompagné des collectivités locales, Haïdar El Ali entreprend la reconversion de l'économie de pêche en écotourisme dans le delta de Saloum.
Par ailleurs, cet écologiste convaincu sensibilise toutes les couches de la population à la nécessité de vivre en harmonie avec la nature. Ainsi, les populations comprennent de plus en plus l'importance du respect de l'environnement et luttent contre les déséquilibres engendrés par l'homme, en particulier dans la mangrove. En 2009, Haidar El Ali y a insufflé une dynamique qui a permis de replanter 30 millions de palétuviers en Casamance. Un de ses nombreux objectifs pour l'année 2010 est de replanter 100 millions d'arbres.
En 2008, à la tête de l'Oceanium, Haïdar El Ali mène dans la forêt de Casamance une opération de replantation de 3 millions de palétuviers. Mais en mai 2016, un drone piloté par l'équipe de l'Oceanium met à nu le chantier d'une exploitation illégale de bois de vène dans la même forêt. Haïdar El Ali annonce que ce pillage, actif depuis 2010, pourrait transformer la forêt en désert dans les 2 ans.
En 2018, il plante des propagules dans les mangroves sénégalais pour relancer les poussées végétales. Il est poursuivi en diffamation par le président des exploitants forestiers Ablaye Sow pour avoir associé l'assassinat de 13 personnes dans la forêt de Baffa Bayotte à une mauvaise gestion liée à la société d'exploitation forestière.

### Fonctions ministérielles
Après avoir soutenu Ousmane Tanor Dieng lors de l'élection présidentielle sénégalaise de 2012, il est nommé en avril 2012 ministre de l’Écologie et de la Protection de la nature dans le premier gouvernement formé après l'accession de Macky Sall à la présidence de la République,. Il est reconduit dans ses fonctions ministérielles en septembre 2013 au sein du gouvernement d'Aminata Touré, mais chargé de la Pêche et des Affaires maritimes.
Début 2014, Haïdar El Ali révise l'accord thonier avec l'Union européenne, une révision qui rend payant l'accès à la pêche dans les eaux sénégalaises. Face aux messages de contestation de cette décision par Greenpeace, Haïdar El Ali rappelle qu'avant la révision de cet accord datant de 2006 et gardé secret jusqu'alors, les pêcheurs européens se servaient gratuitement dans les eaux sénégalaises. Durant la même période, il décide d'arraisonner un bateau de pêche russe, le Oleg Naydenov, qui venait pêcher illégalement dans les eaux sénégalaises. La diplomatie russe le tague alors de « sous-marin de Greenpeace ».
Puis toujours en 2014, il se lance dans la course des élections locales sous la bannière de la FEDES (Fédération démocratique des écologistes du Sénégal) à Ziguinchor. À la suite de sa défaite face à Abdoulaye Baldé, il démissionne en juillet 2014 de son poste de ministre de la pêche et des affaires maritimes, Oumar Guèye lui succédant. Dans une interview avec le magazine Jeune Afrique, Haïdar El Ali affirme qu'il souhaiterait se présenter à la présidentielle sénégalaise mais qu'il ne bénéficie pas des fonds nécessaires car il refuse toute forme de corruption. En février 2016, il approuve la décision de Macky Sall d'effectuer un septennat et non un quinquennat.

### Directeur général de l'Agence sénégalaise de la reforestation et de la Grande muraille verte
En 2019, il est nommé directeur général de l'Agence sénégalaise de la reforestation et de la Grande muraille verte par le président Macky Sall, avec pour tâche de mener le projet à son terme au Sénégal et de le pérenniser.

## Décorations
- Chevalier (1995), puis officier (2002) de l'ordre national du Lion du Sénégal
- Chevalier (1998), puis officier[Quand ?] de l'ordre national du Mérite (France)[réf. nécessaire]
- Médaille d’honneur de la gendarmerie sénégalaise (2002)
- Ordre national du Mérite du Sénégal
- Officier de la Légion d'honneur (2013)[23][source insuffisante]
- Médaille d'honneur du Liban (2019)